# Allianz MTV Stuttgart
Allianz MTV Stuttgart ist der Teamname der Volleyballabteilung des MTV Stuttgart, deren erste Frauenmannschaft in der Bundesliga spielt und amtierender Deutscher Meister 2024, VBL Supercup-Sieger 2024 und DVV Pokalsieger 2024 ist. In der vergangenen Saison 2023/24 stand das Team zum neunten Mal in Folge im Finale. Nach 2019, 2022 und 2023 wurde das Team mit dem Hattrick erneut Deutscher Meister. Erstmals in der Geschichte der VBL holte der Club damit das nationale Triple (Supercup, Pokal, Meister). Die zweite Mannschaft spielte bis einschließlich der Saison 2021/2022 in der 2. Bundesliga Süd. Seit der Saison 2024/25 spielt das Nachwuchs-Team unter dem Namen Sparda BSP Stuttgart in der 2. Bundesliga Süd.

## Mannschaft
Der Kader für die Saison 2025/26 umfasst folgende Spielerinnen:
| Name                 | Nr. | Nation             | Größe  | Geburtsdatum  | Position | im Verein seit | Vertrag bis |
| -------------------- | --- | ------------------ | ------ | ------------- | -------- | -------------- | ----------- |
| Julia de Paula Viana | 17  | Spanien            | 1,90 m | 26. Juli 2025 | AA       | 2025           | 2026        |
| Jasmine Gross        | 3   | Vereinigte Staaten | 1,91 m | 30. Mai 1998  | MB       | 2025           | 2026        |
| Lydia Grote          | 5   | Vereinigte Staaten | 1,88 m | 14. Mai 2002  | D        | 2025           | 2026        |
| Eleanor Holthaus     | 8   | Vereinigte Staaten | 1,85 m | 5. Apr. 2000  | AA       | 2025           | 2026        |
| Tea Jerkovic         | 19  | Deutschland        | 1,82 m | 29. Mai 2008  | Z        | 2025           | 2026        |
| Pia Kästner          | 10  | Deutschland        | 1,80 m | 29. Juni 1998 | Z        | 2024           | 2026        |
| Anna Koulberg        | 9   | Belgien            | 1,87 m | 17. Aug. 2004 | MB       | 2025           | 2026        |
| Pauline Martin       | 11  | Belgien            | 1,89 m | 9. Apr. 2002  | D        | 2024           | 2026        |
| Mikala Mogensen      | 16  | Dänemark           | 1,85 m | 3. Okt. 2001  | AA       | 2025           | 2026        |
| Fabiana Mottis       | 7   | Schweiz            | 1,66 m | 9. Aug. 2003  | L        | 2025           | 2027        |
| Melani Shaffmaster   | 15  | Vereinigte Staaten | 1,91 m | 13. Juli 2001 | Z        | 2025           | 2026        |
| Leilani Slacanin     | 2   | Deutschland        | 1,92 m | 28. Okt. 2008 | AA       | 2025           | 2026        |
| Antonia Stautz       | 6   | Deutschland        | 1,80 m | 15. Dez. 1993 | AA       | 2024           | 2026        |
| Marie Steinhilber    | 20  | Deutschland        | 1,92 m | 19. Jan. 2007 | MB       | 2025           | 2026        |
| Lucia Varela Gomez   | 12  | Spanien            | 1,97 m | 10. Aug. 2003 | MB       | 2024           | 2026        |
| Yurika Yokoishi      | 4   | Japan              | 1,64 m | 16. Sep. 1991 | L        | 2025           | 2026        |

Positionen: AA = Annahme/Außen, D = Diagonal, L = Libero, MB = Mittelblock, Z = Zuspiel
| Neuzugänge 2025      | Neuzugänge 2025                      | Abgänge 2025          | Abgänge 2025                |
| Spielerin            | bisheriger Verein                    | Spielerin             | neuer Verein                |
| -------------------- | ------------------------------------ | --------------------- | --------------------------- |
| Julia de Paula Viana | VfB 91 Suhl                          | Milana Božić          | FC Porto                    |
| Jasmine Gross        | Volley Mulhouse Alsace               | Jolien Knollema       | Il Bisonte Firenze          |
| Lydia Grote          | Orlando Valkyries                    | Roosa Koskelo         | Karriereende                |
| Eleanor Holthaus     | SC Potsdam                           | Charlotte Krenicky    | unbekannt                   |
| Anna Koulberg        | SC Potsdam                           | Breland Morrissette   | unbekannt                   |
| Mikala Mogensen      | USC Münster                          | Florien Reesink       | SSC Palmberg Schwerin       |
| Fabiana Mottis       | Neuchâtel Université Club Volleyball | Krystal Rivers        | Karriereende                |
| Melani Shaffmaster   | Orlando Valkyries                    | Madelyn Robinson      | Vandœuvre Nancy Volley-Ball |
| Leilani Slacanin     | Bundesstützpunkt Stuttgart           | Maria Segura Pallerés | Karriereende                |
| Marie Steinhilber    | Bundesstützpunkt Stuttgart           | Kelsey Veltman        | unbekannt                   |
| Yurika Yokoishi      | SC Potsdam                           |                       |                             |

Cheftrainer ist Konstantin Bitter. Sein Assistent ist der Schwede Per-Erik Dalqvist. Zweiter Assistenztrainer ist Vitus Raßhofer, Tim Stein ist Athletiktrainer sowie Marcel Frisch der Scout. Für die medizinische Betreuung sind die Ärzte Florian Pfalzer und Gerhard Zeithammel sowie die Physiotherapeutin Celine Schweser zuständig.

## Vereinslegenden
Seit 2025 werden die Rückennummern verdienter langjähriger Spielerinnen (Vereinslegenden) „gesperrt“, das heißt nicht mehr an aktive Spielerinnen vergeben. Zu Ehren dieser Spielerinnen werden ab der Saison 2025/2026 Trikot-Banner mit den entsprechenden Nummern unter dem Dach der SCHARRena Stuttgart angebracht.
| Nr. | Spieler        | Sperrjahr | Spieljahre |
| --- | -------------- | --------- | ---------- |
| 1   | Roosa Koskelo  | 2025      | 2018–2025  |
| 13  | Krystal Rivers | 2025      | 2018–2025  |

## Geschichte

Logo VC Stuttgart

2007 wurde der VC Stuttgart als Kooperation der Vereine MTV Stuttgart und TSV Georgii-Allianz Stuttgart gegründet. Die erste und zweite Frauenmannschaft spielten bis 2010 unter dem Namen „Allianz Volley Stuttgart“, bis 2012 „Smart Allianz Stuttgart“ und seit 2012 als Allianz MTV Stuttgart. Das Spielrecht dieser beiden Mannschaften lag in der Bundesliga bzw. in der 2. Bundesliga Süd schon zuvor beim MTV Stuttgart. Der Nachwuchsbereich wurde 2013 von der neu gegründeten Volleyballakademie des MTV Stuttgart übernommen, für die der VC Stuttgart noch Förderverein ist. Der gesamte Spielbetrieb findet damit seit 2013 unter dem Dach des MTV Stuttgart statt.

### Bundesliga
Der VC Stuttgart schaffte den Aufstieg aus der Zweiten Liga Süd und spielte in der Saison 2008/09 erstmals in der Bundesliga, wo die Mannschaft den sechsten Platz belegte. In den Jahren 2010 und 2011 kam sie jeweils auf den fünften Platz. 2012 erreichte Stuttgart das Viertelfinale der Play-offs, in dem man gegen den Dresdner SC ausschied. Ein Jahr später musste sich der Verein in der gleichen Runde dem 1. VC Wiesbaden geschlagen geben. In der Saison 2013/14 spielte Stuttgart als Tabellenneunter der Hauptrunde in den Play-offs und verlor dort gegen die Volleys Stars Thüringen.
Nachdem zur Saison 2014/15 ein nahezu vollständiger Austausch des Kaders stattgefunden hatte, belegte man in der Hauptrunde den zweiten Platz. In den Play-offs schaffte es die Mannschaft bis zum Finale, wo man dem Dresdner SC mit 0:3-Spielen unterlag. In der Saison 2015/16 belegte Allianz MTV Stuttgart den zweiten Tabellenplatz und wurde wie in der Saison 2014/15 Vizemeister. In den Play-offs traf der Verein im Finale erneut auf den Dresdner SC. Die Entscheidung fiel erst im fünften Spiel in Dresden zugunsten des Dresdner SC, nachdem zuvor beide Teams jeweils die beiden Heimspiele gewonnen hatten.
In der Saison 2016/17 gelang dem Verein zum dritten Mal in Folge der Einzug in das Finale, nachdem zuvor in den Play-offs der USC Münster und der Dresdner SC geschlagen werden konnte. Der SSC Palmberg Schwerin gewann im Finale alle drei Play-off-Spiele, sodass Allianz MTV Stuttgart wieder Vizemeister wurde.
In der Saison 2017/18 schloss der Verein zum ersten Mal als Tabellenerster die Hauptrunde ab. In den Play-offs wurden die Roten Raben Vilsbiburg und die Ladies in Black Aachen geschlagen. Im Finale gewann erneut der SSC Palmberg Schwerin alle drei Play-off-Spiele, sodass Allianz MTV Stuttgart zum vierten Mal in Folge Vizemeister wurde.
Auch in der Saison 2018/19 erreichte der Verein den ersten Platz in der Hauptrunde. In den Play-offs wurden zunächst der VC Wiesbaden und die Ladies in Black Aachen geschlagen, bevor es im Finale zum erneuten Duell mit dem SSC Palmberg Schwerin kam. In einer Finalserie über fünf Spiele gewann Stuttgart die drei Heimspiele und wurde mit einem 3:2-Sieg am 11. Mai 2019 erstmals Deutscher Meister. Beste Spielerin der Saison war Krystal Rivers.
Die Saison 2019/20 wurde vorzeitig wegen der Corona-Pandemie am 13. März 2020 abgebrochen. Es wurde auch die Hauptrunde nicht zu Ende gespielt, so dass es in der aktuellen Saison keinen Deutschen Meister gab. Der Verein belegte bei noch einem ausstehenden Spiel den 2. Tabellenplatz hinter Schwerin. Zum Zeitpunkt des Saisonabbruchs war Krystal Rivers die Spielerinnen mit den meisten MVP-Auszeichnungen in Gold (7).

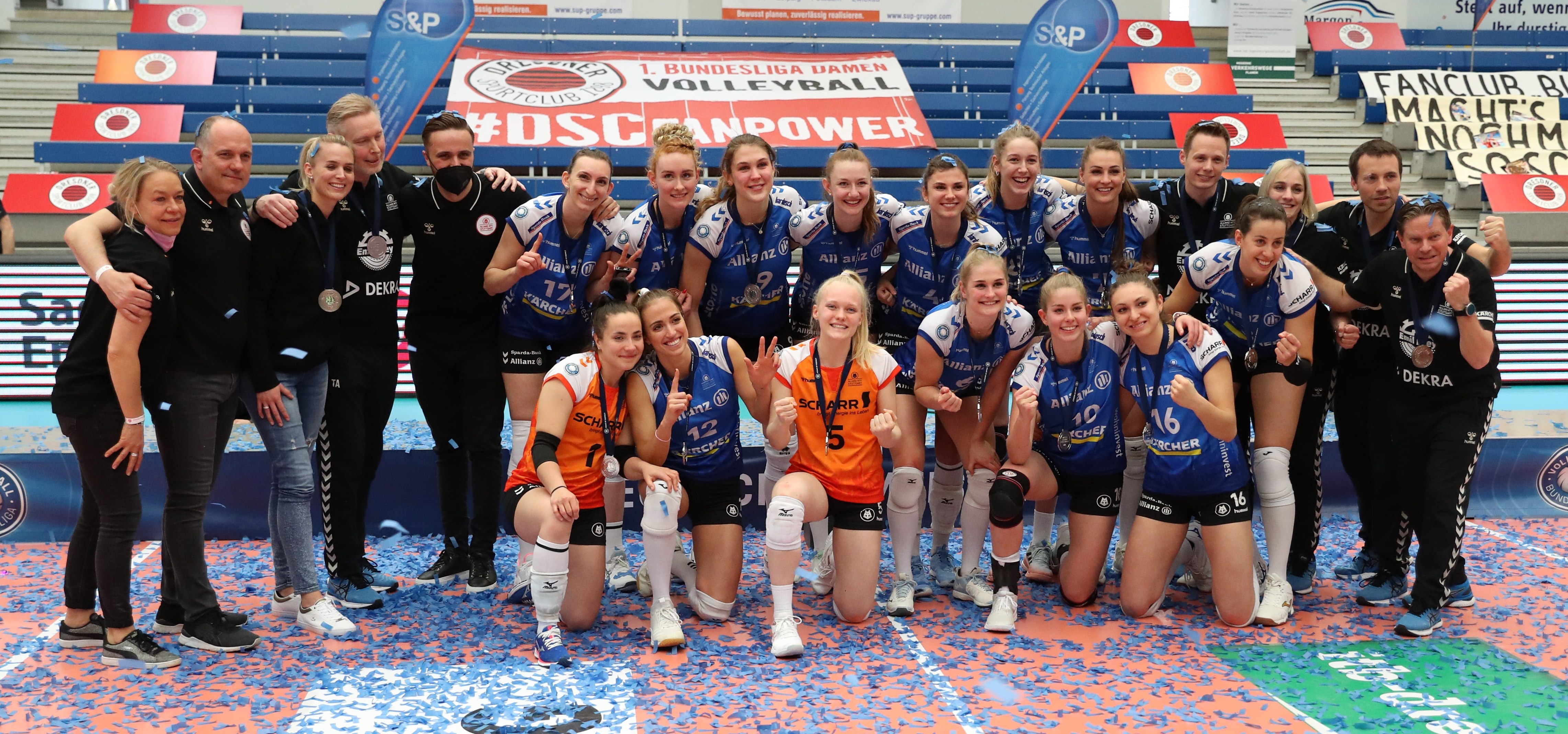
Team der Saison 2020/21, Vizemeisterinnen

In der Saison 2020/21 lag der Verein nach Ende der Hauptrunde auf Platz 2. In den Play-offs schlug das Team im Viertelfinale Straubing und im Halbfinale Schwerin. Allianz MTV Stuttgart stand damit zum sechsten Mal in Folge im Finale um die Deutsche Meisterschaft, nach zwei Siegen zu Beginn der Best-of-Five-Serie musste sich das Team jedoch dem Tabellenersten der Hauptrunde, Dresdner SC, nach drei verlorenen Spielen geschlagen geben und wurde Vizemeister.
Die Hauptrunde Saison 2021/22 schloss der Verein als Tabellenerster mit 60 Punkten ab. Von 22 Spielen wurden 21 Spiele gewonnen (63:15 Sätze). In den Play-offs gelang Allianz MTV Stuttgart der Sieg im Viertelfinale gegen Vilsbiburg und im Halbfinale gegen Schwerin. Im Finale traf der Club auf den SC Potsdam, der erstmals in das Finale einzog. Stuttgart verlor in der Best-of-5-Serie Spiel 1 und 3, Potsdam Spiel 2 und 4. Das entscheidende 5. Spiel am 8. Mai 2022 gewann Stuttgart mit 3:0 (25:14, 25:20, 25:23) und wurde zum zweiten Mal nach 2019 Deutscher Meister.
In der Saison 2022/23 gelang dem Verein erneut der Einzug in die Finalserie als Hauptrundenerster. Bereits zum achten Mal in Folge. In den Play-offs gelang Allianz MTV Stuttgart der Sieg im Viertelfinale gegen Vilsbiburg und im Halbfinale gegen Dresden. Im Finale traf der Club erneut auf den SC Potsdam. Stuttgart gewann in der Best-of-5-Serie Spiel 1 und 3, Potsdam Spiel 2. Das entscheidende 4. Spiel in Potsdam gewann Stuttgart mit 3:1 und wurde zum dritten Mal nach 2019 und 2022 Deutscher Meister und konnte damit seinen Meistertitel aus dem Vorjahr verteidigen.
In der Saison 2023/24 konnte Allianz MTV Stuttgart seinen vierten Meistertitel erringen und ihm gelang der Hattrick mit drei aufeinanderfolgenden Meisterschaften (2022, 2023, 2024). Zuvor war er in der Hauptrunde Tabellenzweiter hinter dem SSC Palmberg Schwerin wie auch in der erstmals ausgetragenen Zwischenrunde. Im Play-Off Finale gewannen zunächst Schwerin und Stuttgart jeweils ihre beiden Heimspiele bevor Stuttgart im fünften Spiel in Schwerin gewann und Deutscher Meister wurde.
Die Saison 2024/25 endete für Allianz MTV Stuttgart bereits im Halbfinale. Nach einer durchwachsenen Hauptrunde, die man auf Platz 2 hinter Schwerin und vor Dresden beendete, bezwang man Münster im Viertelfinale. Im Halbfinale gewann Stuttgart zunächst das erste Halbfinale gegen Dresden, verlor aber die beiden weiteren Spiele und schied damit im Halbfinale aus. Damit endete eine neunjährige Serie, die Allianz MTV Stuttgart immer in die Finalserie um die Deutsche Meisterschaft geführt hat.

### DVV-Pokal

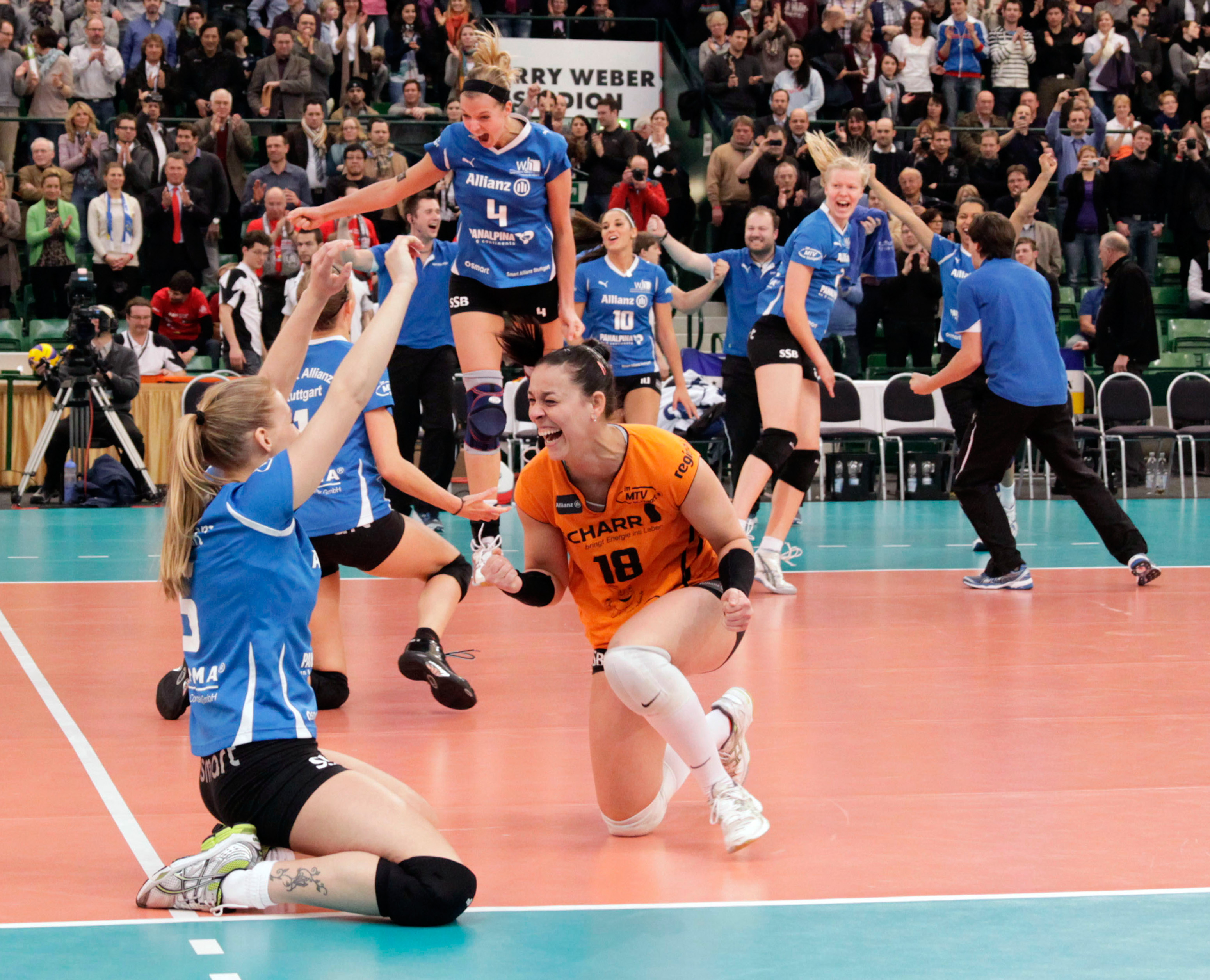
Stuttgarter Jubel nach dem Matchball im Pokalfinale 2011

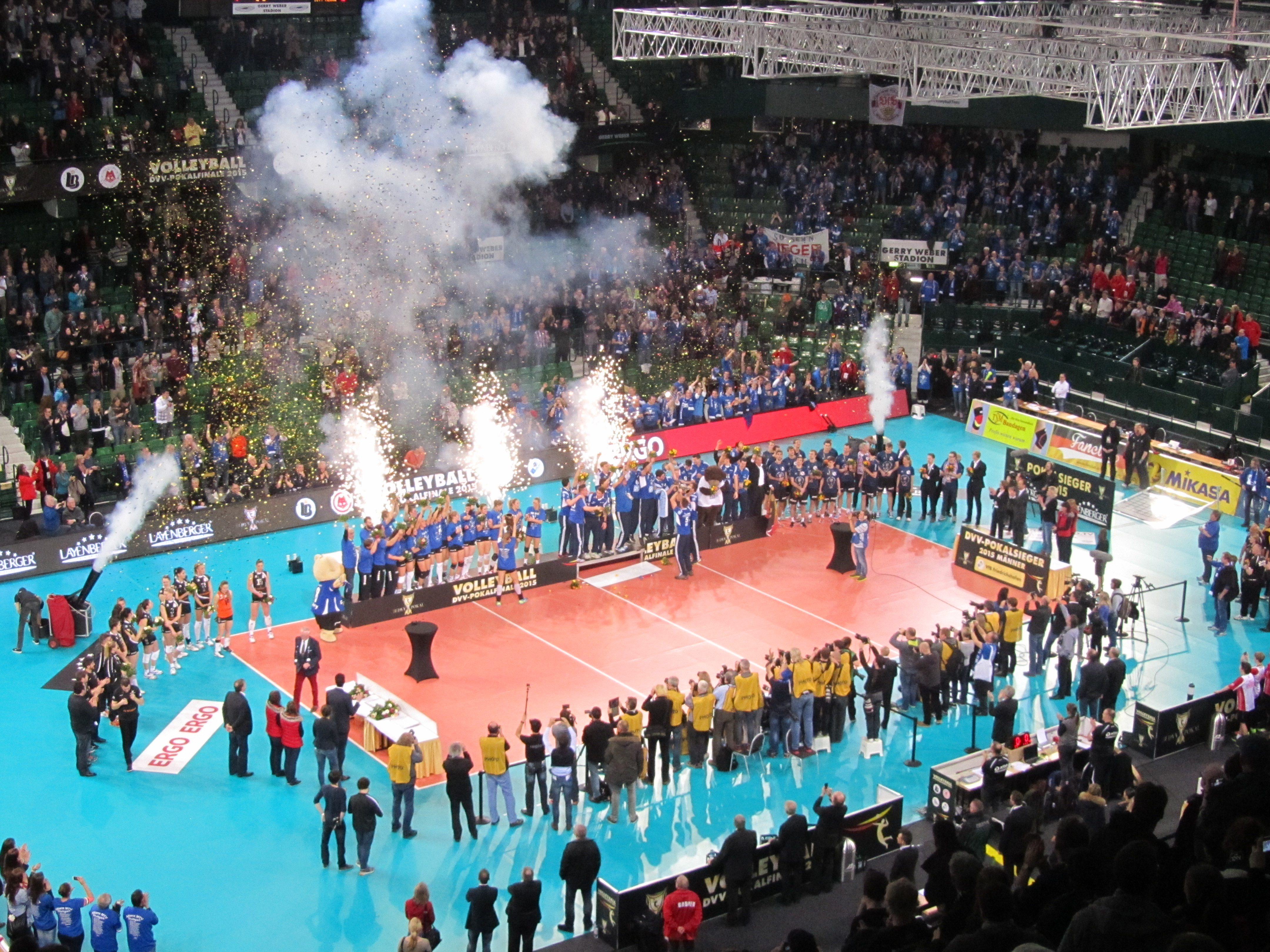
Siegerehrung Pokalfinale 2015

In der Saison 2007/08 unterlag der Zweitligist Stuttgart dem Bundesligisten Rote Raben Vilsbiburg im Achtelfinale. Ein Jahr später schied der Aufsteiger erst im Viertelfinale gegen den späteren Finalisten Dresdner SC aus. In der Saison 2009/10 scheiterte der Bundesligist erneut im Viertelfinale am amtierenden deutschen Meister Schweriner SC. In der Spielzeit 2010/11 erreichte Stuttgart erstmals das Pokalfinale in Halle/Westfalen und gewann mit 3:0 gegen den VfB 91 Suhl den Titel.
Als Titelverteidiger kamen die Schwaben 2011/12 ins Halbfinale, das gegen Vilsbiburg verloren ging. Das gleiche Ergebnis gab es in der folgenden Saison gegen den 1. VC Wiesbaden. Der DVV-Pokal 2013/14 endete für Stuttgart im Viertelfinale in Schwerin. Die zweite Mannschaft, die sich ebenfalls qualifiziert hatte, schied im Achtelfinale gegen den USC Münster aus.
2015 gewann Allianz MTV Stuttgart den DVV-Pokal gegen die Ladies in Black Aachen nach fünf Sätzen mit 3:2 im Tie-Break mit zwei Punkten Unterschied. Im DVV-Pokalfinale 2016 unterlag man gegen den Dresdner SC nach fünf Sätzen mit 2:3 im Tie-Break. Beim Finale 2017 in der SAP Arena in Mannheim setzten sich die Stuttgarterinnen mit 3:2 gegen den Schweriner SC durch.
Gegen den 1. VC Wiesbaden schied Allianz MTV Stuttgart in der Saison 2017/18 im Halbfinale aus. Am 24. Februar 2019 traf man im Finale des DVV-Pokals 2019 auf den SSC Palmberg Schwerin, nachdem zuvor der Dresdner SC, der 1. VC Wiesbaden und die Ladies in Black Aachen geschlagen wurden. Mit einem 3:0 gewann der SSC Palmberg Schwerin erstmals seit 2013 wieder den DVV-Pokal. Stuttgart gelang auch in der folgenden Pokalsaison wieder der Einzug in das Finale des DVV-Pokals 2020. Zuvor hatte Stuttgart in heimischer Halle Straubing, Erfurt und Schwerin geschlagen. In einem engen und packenden Match gegen den Dresdner SC verlor das Stuttgarter Team trotz fünf Matchbällen im vierten Satz mit 2:3.
Der DVV-Pokals 2021 wurde aufgrund der Corona-Pandemie im geänderten Modus bis zum Halbfinale gespielt. Das Viertelfinale und Halbfinale wurden in Turnierform an zwei Standorten in Schwerin und Stuttgart ausgetragen. Der MTV war automatisch für das Viertelfinale gesetzt und bezwang den Bundesliga-Kollegen Schwarz-Weiß Erfurt mit 3:0. Im Halbfinale in der SCHARRena unterlag Stuttgart dagegen am 20. November 2020 nach schwacher Leistung gegen den SC Potsdam mit 1:3 und verpasste den dritten Finaleinzug in Folge. In der Auslosung des Achtelfinales des DVV-Pokals 2022 traf Allianz MTV Stuttgart auf den Regionalpokalsieger Nordost/West, BBSC Berlin. Das Auswärtsspiel gewann der Verein ebenso wie das Viertelfinale gegen NawaRo Straubing. Im Halbfinale schlug man auswärts den USC Münster mit 3:0. Im Finale am 20. März 2022 in Wiesbaden gewann Stuttgart mit 3:0 Sätzen gegen den Dresdner SC. Im DVV-Pokal 2022/23 endete die Mission Mannheim für Allianz MTV Stuttgart im Halbfinale mit einer 2:3-Niederlage gegen Schwerin. Zuvor wurden im Viertel- und Achtelfinale Suhl und Neuwied jeweils mit 3:0 geschlagen.
2024 gab es eine weitere Teilnahme am Pokalfinale am 3. März in Mannheim, diesmal gegen den in der Liga viertplatzierten SC Potsdam. Zuvor gelangen jeweils klare Auswärtserfolge in Borken, Aachen und Dresden. Stuttgart schlug Potsdam 3:0 und holte den fünften Pokalsieg der Vereinsgeschichte (bei bisher acht Teilnahmen im Pokalfinale).
Der DVV-Pokal 2024/25 endete bereits für den Titelverteidiger Stuttgart im Viertelfinale. Nach schwacher Leistung verlor Stuttgart auswärts mit 3:1 gegen Potsdam und schied damit aus dem Wettbewerb aus. Zuvor gab es ein württembergisches Duell im Achtelfinale gegen die Binder Blaubären Flacht, welches der Verein mit 3:1 gewonnen hatte.

### VBL-Supercup
Erstmals in der Saison 2016/17 fand am 16. Oktober 2016 in der Berliner Mercedes-Benz Arena der VBL-Supercup mit zwei Frauenmannschaften statt. Allianz MTV Stuttgart als Vize-Meister traf auf den Deutschen Meister Dresdner SC. Mit 3:1 gewann Allianz MTV Stuttgart vor 5.624 Zuschauern und wurde damit erster deutscher Volleyball-Supercup-Sieger der Frauen.
Durch den Gewinn des DVV-Pokals 2017 war Allianz MTV Stuttgart automatisch für den VBL-Supercup 2017 qualifiziert. Der Verein traf dort, wie im DVV-Pokalfinale 2017, auf den Deutschen Meister SSC Palmberg Schwerin. Der VBL-Supercup 2017 wurde in der TUI-Arena Hannover am 8. Oktober 2017 ausgetragen: der SSC Palmberg Schwerin gewann den Supercup 2017.
Als Deutscher Meister der Saison 2018/19 war Allianz MTV Stuttgart auch für den VBL-Supercup 2019 spielberechtigt und traf dort auf den Pokalsieger SSC Palmberg Schwerin. Die Veranstaltung fand am 20. Oktober 2019 in der TUI-Arena Hannover statt. Stuttgart verlor gegen Schwerin mit 1:3.
Als Pokalsieger und Deutscher Meister ist Stuttgart am VBL-Supercup 2022 spielberechtigt. Der Gegner ist der Vizemeister SC Potsdam. Das Spiel wurde am 1. November 2022 in der Stuttgarter Porsche-Arena ausgetragen. Stuttgart verlor das Spiel nach schwacher Leistung mit 1:3 stellte zugleich aber einen neuen nationalen Zuschauerrekord mit 6.145 Besuchern auf.
Mit dem Gewinn der Deutschen Meisterschaft 2023 trifft Allianz MTV Stuttgart im VBL-Supercup 2023 auf den Pokalsieger SSC Palmberg Schwerin. Das Spiel wurde am 15. Oktober 2023 in der StadtHalle Rostock ausgetragen und der Verein sicherte sich den zweiten Supercup-Erfolg nach 2016.
Durch den Pokalsieg 2024 stand Allianz MTV Stuttgart das Austragungsrecht des VBL-Supercup 2024 zu. Da Stuttgart Triplesieger wurde, duellierten sich am 22. September 2024 Stuttgart gegen den Vizemeister SSC Palmberg Schwerin. Vor rund 6.000 Zuschauern in der Stuttgarter Porsche-Arena konnte Stuttgart seinen Titel mit einem 3:1 gegen Schwerin verteidigen.

### Europapokal (Champions League / CEV-Pokal)
In der Saison 2011/12 traten die Stuttgarterinnen als deutscher Pokalsieger erstmals international an und schieden erst im Viertelfinale des CEV-Pokals gegen Robur Tiboni Urbino mir 0:3 und 1:3 aus.
Aufgrund des zweiten Platzes in den Play-offs 2014/15 nahm Stuttgart an der Volleyball Champions League 2015/16 teil. Im Pool A traf der Verein auf Azerrail Baku, Dynamo Kasan und Lokomotiv Baku. Die Stuttgarterinnen gewannen von den insgesamt sechs Spielen nur zwei und schieden damit aus dem Wettbewerb aus. Der dritte Platz in der Tabelle der Gruppe A ermöglichte eine Teilnahme am CEV-Pokal. Dort traf der Verein auf den russischen Club Dynamo Krasnodar, verlor aber beide Spiele mit 0:3 und beendete damit seine Teilnahme auf europäischer Ebene.
In der Saison 2016/17 spielte Allianz MTV Stuttgart im CEV-Pokal und gewann im Sechzehntelfinale sowohl daheim wie auch auswärts mit 3:0 gegen den estnischen Meister Kohila VC. Im Achtelfinale traf der Verein auf den Meister aus Tschechien, VK Agel Prostějov, bei dem die ehemalige Stuttgarter Zuspielerin Mareike Hindriksen unter Vertrag stand. Beide Spiele wurden gewonnen. Im Viertelfinale schied Stuttgart gegen den amtierenden Champions-League-Sieger VBC Pomi Casalmaggiore (Italien) aus und beendete damit den Ausflug im europäischen CEV-Pokal.
Auch 2017/18 spielte der Verein international im CEV-Pokal. Als Vizemeister spielte Allianz MTV Stuttgart zunächst in der Hauptrunde gegen VK UP Olomuc und gewann beide Spiele (0:3/3:0). Im Viertelfinale kam es zum deutschen Duell gegen den Dresdner SC. Beide Spiele wurden von Stuttgart gewonnen (0:3/3:1). Im Halbfinale traf Stuttgart auf Minchanka Minsk, verlor aber beide Spiele knapp mit 2:3 bzw. 3:2 (Golden Set). In der Schlusstabelle landete Allianz MTV Stuttgart unter den besten vier Klubs nach Eczacıbaşı VitrA Istanbul (CEV-Cup-Sieger 2018) und Minchanka Minsk.
In der Saison 2018/19 qualifizierte sich Allianz MTV Stuttgart als Vizemeister für die Gruppenphase der Champions League. Vorausgegangen waren zwei Qualifikationsrunden gegen Sliedrecht Sport aus den Niederlanden, die der Verein im Hin- und Rückspiel jeweils mit 3:0 gewann. Das Spiel gegen den vorjährigen Champions-League-Zweiten CS Volei Alba-Blaj aus Rumänien ging auswärts mit 1:3 verloren, konnte jedoch daheim mit 3:0 gewonnen werden. Auch der Golden Set wurde gewonnen, sodass Allianz MTV Stuttgart in die Gruppenphase einzog. Im Pool A traf der Verein auf den Champions-League-Sieger 2018 VakıfBank Istanbul, den französischen Meister Béziers Volley sowie den bulgarischen Champion VK Mariza Plowdiw. Durch einen 3:1-Sieg in Plowdiw erreichte der Verein erstmals in seiner Geschichte das Viertelfinale in der Champions League. Das Team schied dort gegen den späteren Champions-League-Sieger Igor Gorgonzola Novara aus und gehört damit zu den acht besten Frauenteams Europas.
2019/20 nahm Allianz MTV Stuttgart als Deutscher Meister den einzigen deutschen Startplatz bei den Frauen in der Champions League wahr. Die Auslosung der Gegner und Gruppen erfolgte am 25. Oktober 2019 in Sofia: zu Stuttgarts Gegnern gehörten der amtierende CL-Sieger Igor Gorgonzola Novara (Italien), LKS Lodz (Polen) und Khimik Yuzhny (Ukraine). Der Verein kam erneut unter die acht besten Europas und traf im Viertelfinale auf den Club-Weltmeister und italienischen Meister Imoco Volley Conegliano. Das Hinspiel ging 0:3 verloren, das Rückspiel in Italien fand wegen der Ausbreitung des Corona-Virus nicht mehr statt. Stuttgart verzichtete auf das Spiel aufgrund der damit verbundenen wirtschaftlichen und gesundheitlichen Risiken, so dass dieses mit 3:0 für Imoco Volley Conegliano gewertet wurde.
Die abgebrochene Saison 2019/20 in der Bundesliga führte dazu, dass kein Deutscher Meister ausgespielt wurde. Für Deutschland stand in der Champions League 2020/21 bei den Frauen zunächst nur ein Startplatz zur Verfügung. Der Vorstand der VBL vergab diesen Startplatz nach internen Berechnungsmodellen an den SSC Palmberg Schwerin. Für diese Entscheidung hagelte es massive Kritik vom Verein, den Medien und den Fans. Der europäische Volleyballverband CEV veränderte aufgrund der Corona-Pandemie das System der Champions League 2021 und sah drei zusätzliche Qualifikationsplätze vor. Nach der Auslosung in Luxemburg sollte Stuttgart gegen Minsk antreten. Aufgrund von Reisebeschränkungen hätte das Spiel in Lodz/Polen stattfinden sollen. Ein positiver Corona-Fall bei Minsk führte zur Spielabsage und Stuttgart zog kampflos in die nächste Runde ein. Dort erwartete das Stuttgarter Team der Gegner aus Moskau. Auch bei diesem Spiel hätte eine Austragung an einem neutralen Ort stattfinden sollen (Schweiz). Auch hier bestanden Probleme mit Einreisebeschränkungen. Kurz vor dem Spiel zog ein gesetztes Team aus Finnland seine Teilnahme in der Champions League zurück, so dass zwei freie Plätze in der CL zur Verfügung standen. Der CEV entschied sich dafür, nach internen Berechnungen der Teilnahmen der letzten Jahre diese beiden Plätze an Moskau und Stuttgart zu vergeben. Die anhaltenden Probleme mit der Corona-Pandemie veranlasste die CEV, die Gruppenphase in Turnierform in sicheren „Blasen“ an festen Spielorten auszutragen. Stuttgart spielte zusammen mit Istanbul, Moskau und Kaliningrad in Gruppe D. Das erste Turnier zwischen diesen Mannschaften fand zwischen dem 8. und dem 10. Dezember 2020 in Istanbul in der Türkei statt. Allianz MTV Stuttgart gewann dort eines von drei Spielen. Die zweite Runde des Turniers fand zwischen 2. und 4. Februar 2021 im russischen Kaliningrad statt. Auch dort gewann der Verein nur ein Spiel und schied damit aus der Champions League aus.
Als Vizemeister der Saison 2020/21 trat Allianz MTV Stuttgart im CEV-Pokal 2022 an. Bei der Auslosung am 25. Juni 2021 in Luxemburg bekam Stuttgart ein Freilos und qualifizierte sich damit automatisch ohne ein Spiel für das Achtelfinale. Das Hinspiel am 8. Dezember 2021 in Italien verlor der Club mit 0:3 gegen Busto Arsizio. Das Rückspiel wurde mit 3:1 gewonnen, den anschließenden Golden Set holte mit 16:14 das Stuttgarter Team und zog ins Viertelfinale ein. Im innerdeutschen Duell gegen den SSC Palmberg Schwerin konnte das Spiel in Schwerin coronabedingt nicht stattfinden und wurde 3:0 für Stuttgart gewertet. Das Rückspiel gewann Stuttgart mit 3:0 und zog ins Halbfinale ein. Dort bezwang man auswärts und daheim den kroatischen Club Mladost Zagreb (3:1/3:0) und erreichte erstmals das Finale eines europäischen Wettbewerbs. Gegen den türkischen Finalgegner Eczacibaşi Dynavit Istanbul gab es jedoch zwei 1:3-Niederlagen, so dass Allianz MTV Stuttgart den Wettbewerb als Vize-Europapokalsieger abschloss, den bis dato größten Erfolg des Klubs.
Stuttgart als Deutscher Meister gelang in der Gruppe D der CEV Volleyball Champions League 2022/23 erstmals in seiner Geschichte der Gruppensieg und qualifizierte sich damit direkt für das Viertelfinale. Vorausgegangen waren fünf Siege gegen die anderen drei Teams Fenerbahçe Opet Istanbul, ŁKS Łódź und Tenerife La Laguna. Stuttgart gewann alle seine Heimspiele sowie die Auswärtsspiele in Lodz und La Laguna. Die Spiele im Viertelfinale gegen Igor Gorgonzola Novara gingen verloren, so dass der Verein aus der Champions League ausschied.
In der CEV Volleyball Champions League 2023/24 trat der deutsche Meister Stuttgart bereits in der Gruppenphase (4. Runde) an und landete bei der Auslosung in Gruppe D zusammen mit den Klubs Imoco Volley Conegliano aus Italien und KS Developres Rzeszów aus Polen. Als dritter Gegner qualifizierte sich Asterix Beveren aus Belgien. Nach knappen Ergebnissen in den Spielen gegen das polnische Team (2:3 und 3:2), klaren Niederlagen gegen Conegliano und klaren Siegen gegen Beveren entschied nur das leicht bessere Satzverhältnis für Stuttgart gegenüber Rzeszów, um in das CL-Viertelfinale einzuziehen. Dort stand man dem türkischen Spitzenteam Fenerbahce Istanbul gegenüber. Das Hinspiel gewann Allianz überraschend mit 3:2; auch in Istanbul gelang ein Satzgewinn, aber das 1:3 genügte nicht für das Halbfinale.
Als amtierender Deutscher Meister 2023/24 nahm Allianz MTV Stuttgart an der CEV Volleyball Champions League 2024/25 teil. In der Gruppenphase (4. Runde) spielte man gegen Savino Del Bene Scandicci (Italien), BKS Bostik ZGO Bielsko-Biala (Polen) und CSO Voluntari 2005 (Rumänien) und erreichte den 2. Platz der Gruppe. Damit qualifizierte man sich für die Play-offs um das Viertelfinale. Gegner war dort KS DevelopRes Rzeszów aus Polen. Im Hinspiel am 6. Februar 2025 gelang beiden Mannschaften ein Rekord in der Champions League der Frauen. Erst nach rund 55 Minuten endete der dritte Satz mit dem Ergebnis 43:45 für Rzeszów.

## Management
Seit 1. April 2016 ist Aurel Irion hauptamtlicher Geschäftsführer mit den Aufgaben Spielbetrieb, Öffentlichkeitsarbeit, Marketing, Sponsoring und Kontaktpflege zu Verband, Stadt Stuttgart und Partnern.
Bernhard Lobmüller, über acht Jahre ehrenamtlicher Manager von Allianz MTV Stuttgart, war seit diesem Zeitpunkt in der Funktion des Sportdirektors tätig. Er gab beim Pokal-Halbfinale am 23. November 2016 in der SCHARRena seinen sofortigen Rücktritt bekannt. Nachfolgerin wurde die bisherige Erstliga-Kapitänin Kim Renkema, die im März 2017 aufgrund körperlicher Leiden ihre Karriere beenden musste. Im Januar 2025 wurde sie nach gescheiterten Verhandlungen über eine Vertragsverlängerung freigestellt.
Den Spielbetrieb verantwortet die Stuttgart Indoors GmbH.

## Jugendarbeit / Sparda BSP Stuttgart
Die Jugendarbeit fand bis 2013 im VC Stuttgart statt und wurde dann von der Volleyballakademie des MTV Stuttgart übernommen. Für Breitensport- und Freizeitbereich stehen die Volleyballabteilungen der beiden Stammvereine MTV Stuttgart und TSV Georgii Allianz Stuttgart zur Verfügung. Der VC Stuttgart beteiligte sich am Modell „Kooperation Schule/Verein“ im Volleyballsport. Die Trainer gaben Volleyballunterricht in den Grundschulen und Gymnasien in Stuttgart-Vaihingen und wirkten im Teilzeitinternat des Schickhardt-Gymnasiums mit. Darüber hinaus starteten in Kooperation mit dem Volleyball Landesverband Württemberg (VLW) zwei Teams des VC Stuttgart als Stützpunktmannschaften des VLW.
Zur Saison 2024/25 erfolgte eine Neustrukturierung des bisherigen vom VLW getragenen Bundesstützpunkt (BSP) Halle. Die Verantwortung ging auf den Verein MTV Stuttgart 1843 e. V., der das Projekt unter dem Namen Sparda BSP Stuttgart in der 2. Bundesliga Süd weiterführt. Das Zweitliga-Team wird damit zur zweiten Mannschaft des MTV Stuttgart neben dem Erstliga-Team Allianz MTV Stuttgart und tritt unter dem neuen Namen Sparda BSP Stuttgart an. Ziel ist die verstärkte Förderung junger Talente aus der Region Stuttgart für die deutsche Volleyball-Landschaft und den Profisport. Als Trainerin konnte die erfahrene niederländische Bundesliga-Trainerin Saskia van Hintum gewonnen werden.

## Freundeskreis
Ein Freundeskreis des VC Stuttgart mit bekannten Persönlichkeiten und Vertretern aus der Wirtschaft wie Karl Allgöwer und Renate Riek wurde am 19. Juni 2007 ins Leben gerufen, um den Verein hinsichtlich der Öffentlichkeitsarbeit und bei der Beschaffung von Sponsorengelder zu unterstützen. Die Stuttgarter Bürgermeisterin Susanne Eisenmann übernahm die Patenschaft für das Volleyball-Projekt.

## Zuschauer
In den Anfangsjahren wurden die Heimspiele in der Sporthalle des Hegel-Gymnasiums in Stuttgart-Vaihingen ausgetragen. 2011 erfolgte der Umzug in die neu erbaute SCHARRena im Neckarpark.
Mit 6.145 Zuschauern wurde am 1. November 2022 ein neuer Zuschauerrekord aufgestellt und zugleich war die Stuttgarter Porsche-Arena ausverkauft. Allianz MTV Stuttgart hatte den Sparda-Bank Supercup als Veranstalter organisiert und duellierte sich gegen den Vizemeister SC Potsdam. Am 22. September 2024 sahen 5.786 Zuschauer das Duell zwischen Stuttgart und Schwerin im Sparda-Bank Supercup 2024 in der Stuttgarter Porsche-Arena.
Der Verein hatte bereits 2016 den bis dato gültigen Zuschauerrekord in der Volleyball-Bundesliga der Frauen gebrochen: am 30. April 2016 besuchten in der Stuttgarter Porsche-Arena 5.392 Zuschauer das vierte Play-off-Spiel zwischen der Allianz MTV Stuttgart und dem Dresdner SC, das Stuttgart mit 3:2 gewann. Auf Platz 3 der Bestenliste der Zuschauer steht das Finalspiel aus dem Jahr 1987 zwischen CJD (Stuttgart-)Feuerbach und Bayern Lohhof; im Sindelfinger Glaspalast wurden damals 5.000 Zuschauer gezählt.
In der europäischen Zuschauerstatistik 2017/18 der Frauen, die der französische Sportblog surlatouche.fr veröffentlicht, liegt Allianz MTV Stuttgart auf Platz 7 und gehört damit zu den Top-10-Clubs in Europa unter den dortigen fünf Profi-Ligen.
Die Hauptrunde der Saison 2019/20 hat Allianz MTV Stuttgart komplett abgeschlossen. Diese ergibt einen Zuschauerschnitt von 2.006 und entspricht einer Hallenauslastung von 89,11 Prozent und dem besten Zuschauerschnitt der Vereinsgeschichte (Vorjahre: 1.775, 1.870, 1.877, 1.701).
In der Saison 2023/24 gelang Allianz MTV Stuttgart in 20 Heimspielen (Bundesliga und Champions League) eine weitere Steigerung der Hallenauslastung von nunmehr über 91 % bei insgesamt 41.034 Zuschauern in der Saison, dies entspricht 2.052 Zuschauern pro Spiel (Fassungsvermögen SCHARRena 2.251 Zuschauer).

## Medien
Der Verein unterhält Medienpartnerschaften zu Antenne 1, zum Stadtmagazin Moritz. und bis einschließlich der Saison 2020/21 zu Regio TV Stuttgart.